# Phytoseius longchuanensis
Phytoseius longchuanensis är en spindeldjursart som beskrevs av Wu 1997. Phytoseius longchuanensis ingår i släktet Phytoseius och familjen Phytoseiidae. Inga underarter finns listade i Catalogue of Life.